# Iglika, Iambol
Iglika (în bulgară Иглика) este un sat în comuna Bolearovo, regiunea Iambol,  Bulgaria. 

## Demografie
Componența etnică a satului Iglika
     Bulgari (66,66%)
     Nicio identificare (33,33%)
     Altele (0%)
La recensământul din 2011, populația satului Iglika era de 18 locuitori. Din punct de vedere etnic, majoritatea locuitorilor (66,66%) erau bulgari. Pentru 33,33% din locuitori nu este cunoscută apartenența etnică.